# Josef Riehl

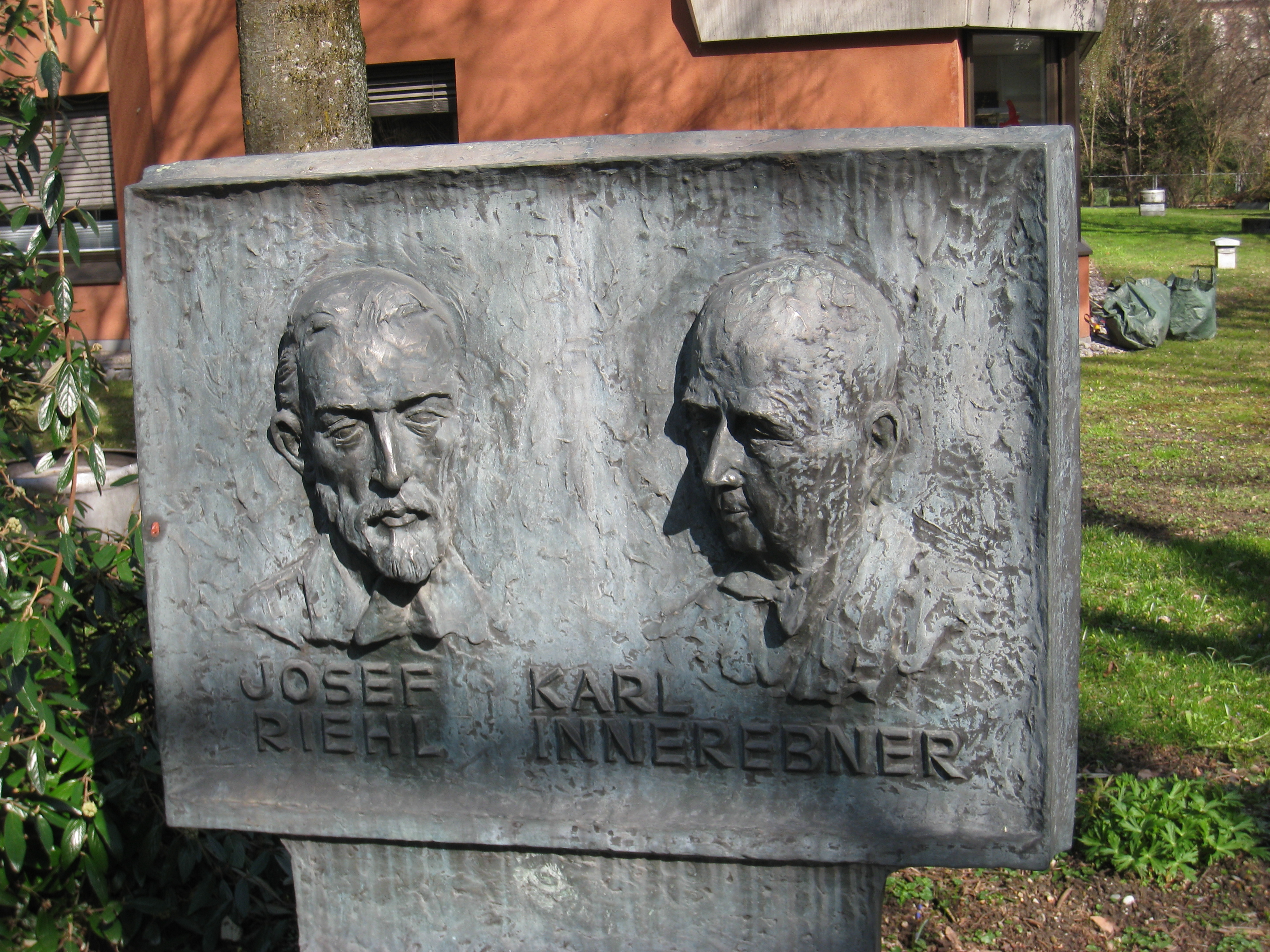
Josef Riehl e Karl Innerebner

Josef Riehl (Bolzano, 31 agosto 1842 – Innsbruck, 17 dicembre 1917) è stato un ingegnere austriaco.

## Storia
Compì gli studi prima all'Università di Karlsruhe e poi al Politecnico di Monaco di Baviera. Acquisì la prima esperienza professionale nel 1864 durante la costruzione della ferrovia del Brennero. Nel 1870 fondò una compagnia di costruzioni stradali e ferroviarie che sviluppò ed eseguì numerosi progetti di strade e ferrovie.
Alcuni dei principali progetti di Josef Riehl:
- Mittenwaldbahn
- Innsbrucker Mittelgebirgsbahn
- Ferrovia della Stubaital (Stubaitalbahn)
- Hungerburgbahn
- Ferrovia del Renon (Rittnerbahn)
- Ferrovia Brunico-Campo Tures (Tauferer Bahn)

Riehl cedette la sua società di costruzioni, il 10 febbraio 1916.